# Ufficiale in ferma prefissata
L'ufficiale in ferma prefissata (in acronimo UFP) è un ruolo delle forze armate italiane, istituito successivamente alla sospensione delle chiamate al servizio militare di leva in Italia, facenti parte della categoria ufficiali, chiamati a prestare servizio per un periodo di 30 mesi.

## Descrizione generale
Periodicamente le forze armate italiane bandiscono concorsi appositi rivolti a candidati in possesso di diploma di istruzione secondaria di secondo grado o di laurea magistrale, con limiti di età: generalmente è richiesto non aver compiuto il 38º anno di età. La durata della ferma è di 30 mesi dall'arruolamento, rinnovabile per ulteriori 12 mesi di rafferma, anche se è data facoltà agli ufficiali di richiedere di essere collocati in congedo dopo 18 mesi di servizio.
Gli UFP che abbiano completato un anno di servizio possono partecipare, purché non abbiano superato il giorno di compimento del 40º anno di età, ai concorsi per il reclutamento degli ufficiali nei ruoli del servizio permanente delle FFAA italiane, con riserva dei posti fino all'80% per i concorsi a nomina diretta del ruolo normale e ai concorsi interni per il reclutamento di ufficiali in ruolo speciale.

## Reclutamento e addestramento

### Esercito Italiano
L'Esercito Italiano recluta esclusivamente UFP laureati da nominare tenente in ferma prefissata, ausiliario del ruolo normale:
- del Corpo degli ingegneri dell'Esercito se laureati[3] in biologia, informatica, chimica, fisica, architettura, ingegneria aerospaziale, delle telecomunicazioni, ingegneria elettronica, ingegneria meccanica, ingegneria edile o civile;
- del Corpo di commissariato se laureati in giurisprudenza o economia;
- del Corpo di sanità e veterinaria se laureati[3] in medicina e chirurgia, medicina veterinaria o farmacia.

I vincitori del concorso, con la qualifica di allievo ufficiale in ferma prefissata (AUFP) vengono inviati per un corso di formazione iniziale di dodici settimane presso l'Accademia militare a Modena.

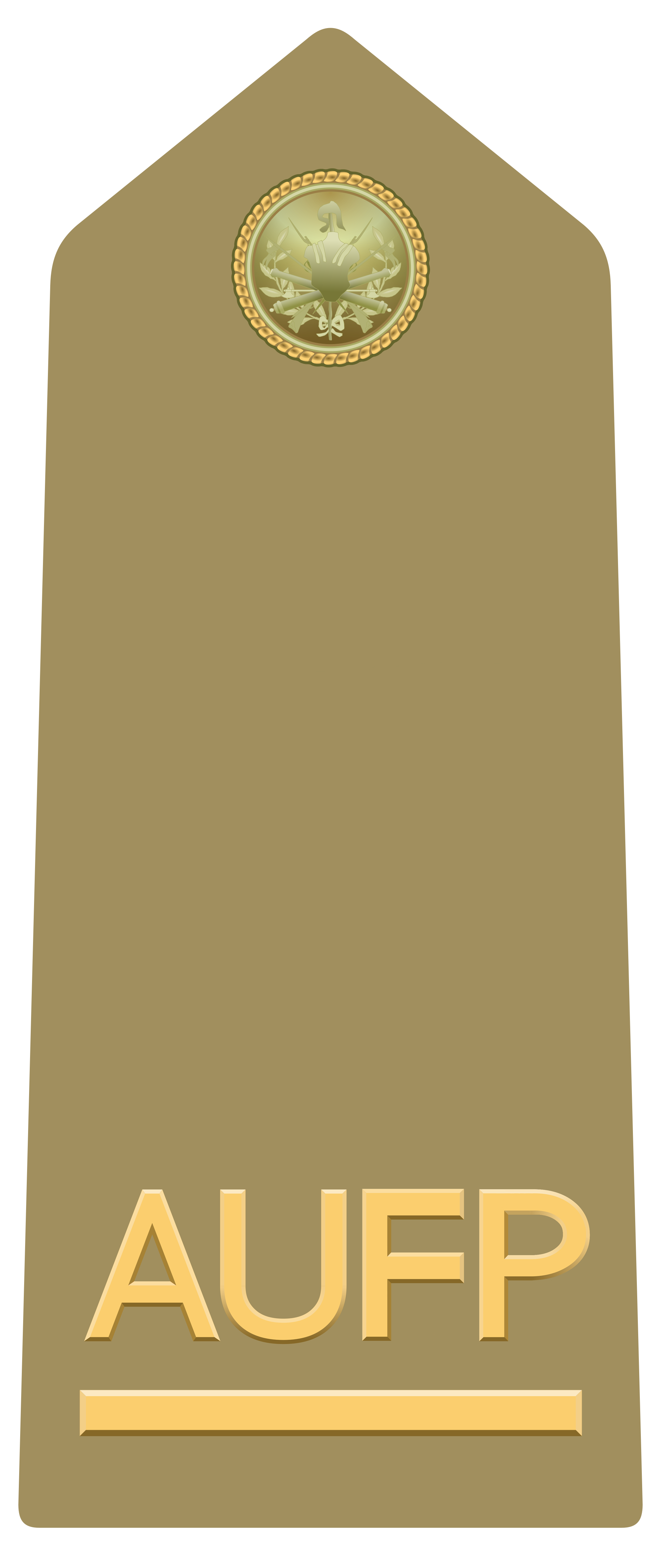
Controspallina da allievo ufficiale in ferma prefissata dell'Esercito italiano

### Marina Militare
La Marina Militare recluta di norma:
1. sottotenenti di vascello in ferma prefissata ausiliari del ruolo normale[4] in possesso del diploma di laurea afferente ad una di queste classi di laurea: Architettura (LM–4), Biologia (LM–6), Giurisprudenza (LMG/01), Ingegneria civile (LM–23), Ingegneria delle telecomunicazioni (LM–27), Ingegneria elettronica (LM–29), Ingegneria gestionale (LM–31), Ingegneria informatica (LM–32), Ingegneria Navale (LM–34), Ingegneria per l'ambiente e il territorio (LM–35), Scienze chimiche (LM–54), Scienze della natura (LM–60), Scienze e tecnologie della navigazione (LM–72), Scienze e tecnologie per l'ambiente e il territorio (LM–75), Scienze e tecnologie geologiche (LM–74), Tecniche e metodi per la società dell'informazione (LM–91) e Scienze della comunicazione (LM–92);
2. guardiamarina in ferma prefissata ausiliari del ruolo speciale in possesso del diploma di istruzione secondaria[5] o in possesso della laurea magistrale per il reclutamento di particolari professionalità, ad esempio psicologi (LM-51) e veterinari (LM-42).

Gli AUFP frequentano insieme un corso di formazione di base della durata di dodici settimane presso l'Accademia navale di Livorno mirato a fornire le conoscenze necessarie ad assolvere gli incarichi nel Corpo di assegnazione, nonché alla loro formazione dal punto di vista dell'etica e della forma militare. La formazione di ogni ufficiale verrà poi perfezionata presso il Reparto di destinazione.
I guardiamarina in ferma prefissata, ausiliari dei ruoli speciali, sono valutati per l'avanzamento ad anzianità al grado superiore al compimento del secondo anno di permanenza nel grado e, se idonei, promossi con tale decorrenza.

### Aeronautica Militare
L'Aeronautica Militare forma i propri AUFP presso l'Accademia Aeronautica di Pozzuoli in uno specifico corso della durata di circa 15 settimane incentrato nello studio di materie comuni relative alle norme di disciplina militare, i regolamenti militari e funzioni specifiche della Forza Armata, nonché corsi specifici per le categorie di appartenenza.

Vengono reclutati con concorsi pubblici per titoli ed esami aperiodici:
- Tenenti ausiliari del ruolo normale del corpo sanitario aeronautico (C.S.A.r.n.) tra i concorrenti in possesso della laurea in medicina e chirurgia  [9]
- Sottotenenti in ferma prefissata, ausiliari dei ruoli speciali delle armi dell'Arma aeronautica (A.A.r.a.s.), dei Corpi e Categorie dell'Aeronautica militare. Sono valutati per l'avanzamento ad anzianità al grado superiore al compimento del secondo anno di permanenza nel grado e, se idonei, promossi con tale decorrenza.

### Arma dei Carabinieri
L'Arma dei Carabinieri recluta con apposito concorso per titoli ed esami allievi ufficiali in ferma prefissata, ausiliari del ruolo speciale o del ruolo tecnico - logistico:
- giovani in possesso del diploma di istruzione secondaria di secondo grado, per i corsi relativi al ruolo speciale;
- in possesso del diploma di laurea specialistica, previsto dal bando di concorso, per il ruolo tecnico logistico.

La formazione degli UFP dell'Arma è impartita presso la scuola ufficiali carabinieri di Roma.
Superate le prove e gli accertamenti previsti dal concorso, gli aspiranti sono ammessi a un tirocinio della durata di tre settimane da svolgersi presso il Reggimento allievi marescialli di Velletri. Superato il corso di tirocinio tutti coloro che saranno ammessi al corso formativo, che avrà una durata di 16 settimane e si svolgerà presso la scuola ufficiali carabinieri di Roma, acquisiranno la qualifica di allievi ufficiali in ferma prefissata, ausiliari del ruolo speciale o del ruolo tecnico - logistico dell'Arma dei Carabinieri.
L'Ufficiale in ferma prefissata è vincolato a una ferma di 30 mesi, compreso il corso formativo.
Gli Ufficiali in ferma prefissata possono presentare domanda per essere collocati in congedo a decorrere dal diciottesimo mese di servizio e possono partecipare, quando abbiano completato un anno di servizio, ai concorsi per titoli ed esami per il transito nel ruolo speciale o tecnico logistico (servizio permanente effettivo).

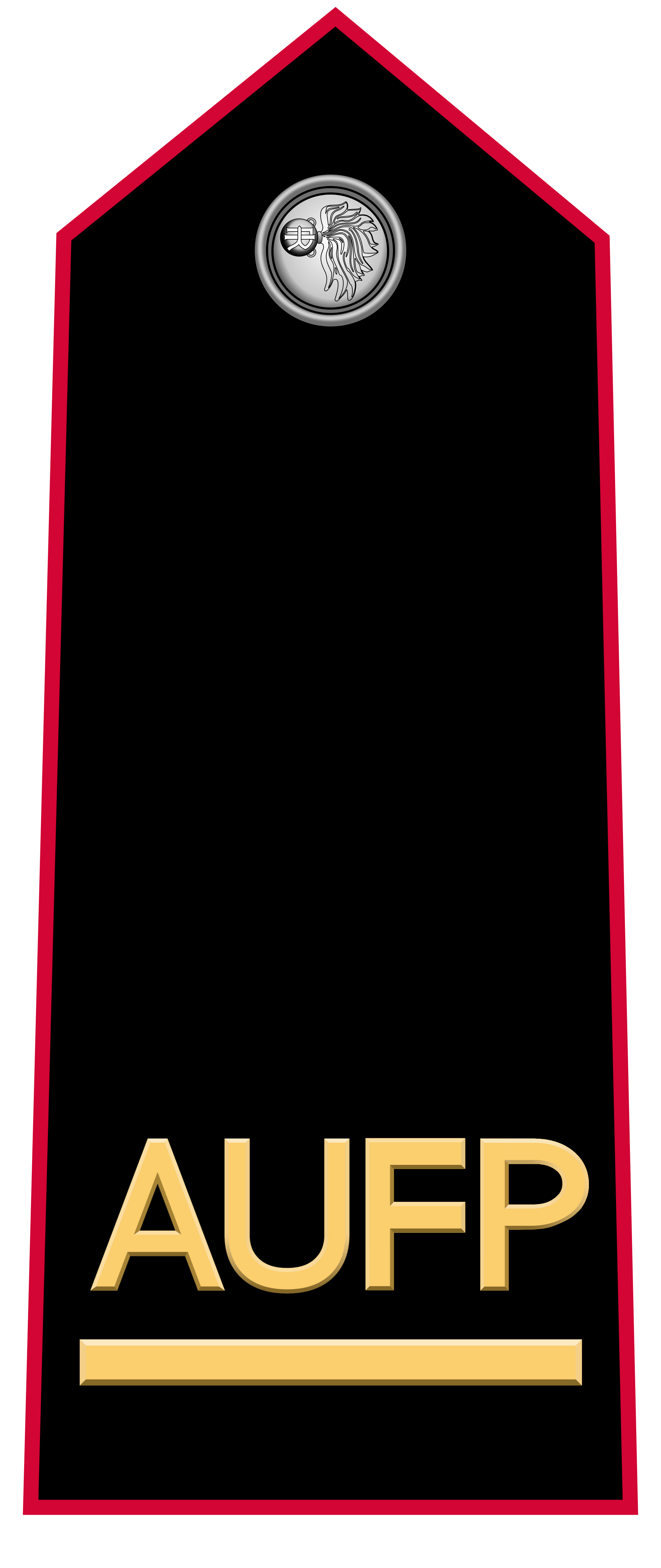
Controspallina da Allievo Ufficiale in ferma prefissata dell'Arma dei Carabinieri

### Guardia di Finanza
Gli UFP della Guardia di Finanza sono reclutati tramite pubblico concorso tra i cittadini laureati. I vincitori del concorso frequentano un corso di formazione iniziale presso la sede di Castelporziano dell'Accademia della Guardia di Finanza della durata di 1 anno. Al termine del corso gli allievi giudicati idonei vengono nominati tenente ausiliario del ruolo tecnico-logistico-amministrativo (TLA).

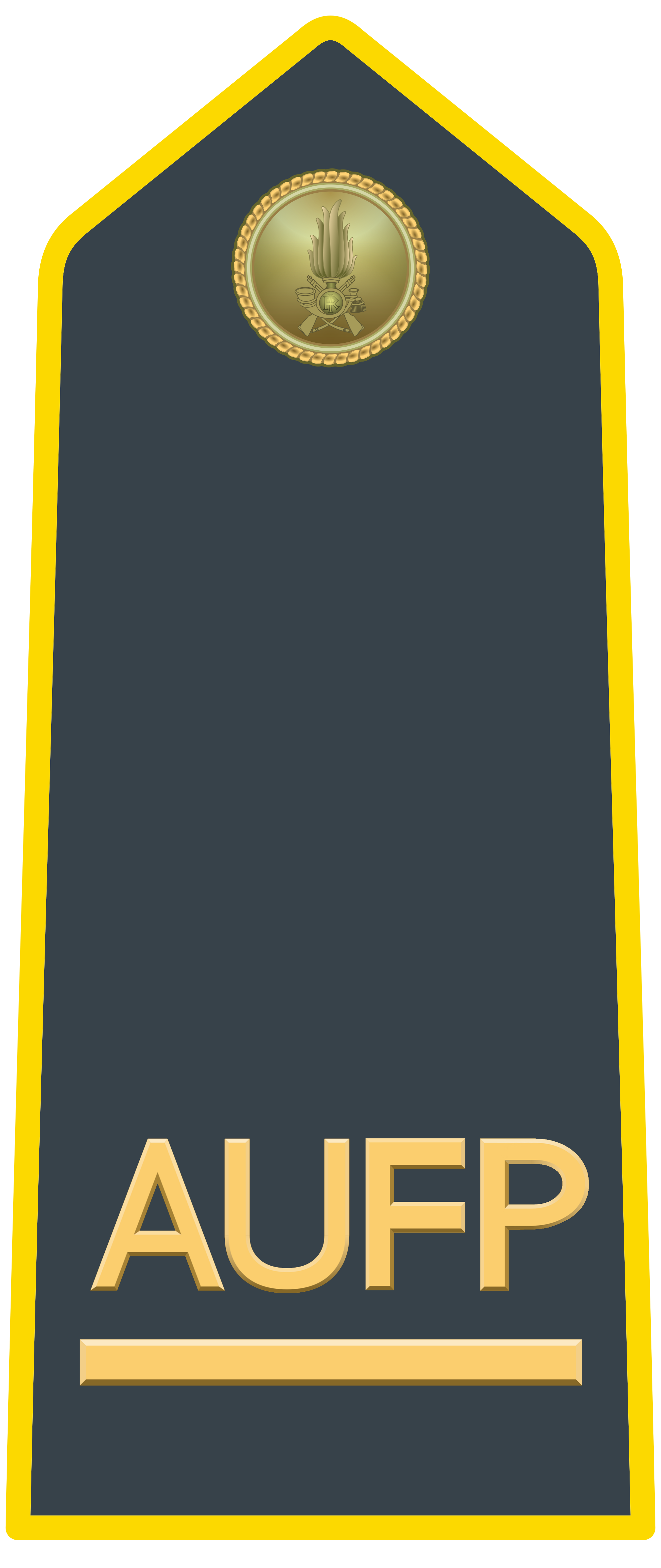
Controspallina da Allievo Ufficiale in ferma prefissata della Guardia di Finanza